# Paolo Maldini
Paolo Maldini (Milánó, 1968. június 26. –) olasz válogatott labdarúgó. Egész pályafutása során az AC Milan hátvédje volt. Általában balhátvédként szerepelt, ám középen is feltűnt. Egyedülálló módon több mint ezer hivatalos mérkőzést játszott a Milan színeiben. Édesapja a korábbi olasz szövetségi kapitány, Cesare Maldini. 126 válogatottságával Gianluigi Buffon és Fabio Cannavaro mögött harmadik helyen áll az örökranglistán a válogatottban lejátszott meccsek száma alapján, ezeken a mérkőzéseken hét gólt szerzett.

## Az AC Milannál
Maldini 1985. január 20-án, 16 évesen debütált a Milan színeiben, az Udinese ellen, és a sérült Sergio Battistini helyére állt be a félidőben. Az 1987-88-as szezonban elhódított scudetto volt Maldini első komolyabb sikere a Milannal, és az első a 7 Olaszországban megnyert címek közül. Első komolyabb nemzetközi sikerét 1994-ben érte el, amikor megnyerte a Bajnokok Ligáját, a Barcelona 4:0-s kiütésével. Tagja volt a Milan úgynevezett Dream Team-jének az 1980-as évek végén, 1990-es évek elején. Maldini már több, mint 600 Serie A-meccset játszott (nem számolva a rájátszásbeli meccseket), 2005. szeptember 25-én döntötte meg Dino Zoff 571 meccses Serie A-s szereplési rekordját a Treviso ellen. 1 héttel korábban játszotta 800. hivatalos mérkőzését a Milan színeiben. 2008. február 16-án Maldini elérte az 1000 mérkőzéses álomhatárt a Milanban és az olasz válogatottban lejátszott meccsek számát tekintve, amikor az Parma ellen csereként pályára lépett. Csodálatos karrierje alatt ötször nyerte meg a Bajnokok Ligáját, legutóbb 2007-ben, a Liverpool ellen. Ő szerezte a Bajnokok Ligája történetének leggyorsabb gólját, amikor a 2005-ös döntőben, szintén a Liverpool ellen már az 55. másodpercben gólt szerzett a (később tizenegyespárbajban elvesztett) meccsen. 2005 novemberében ugyan bejelentette, hogy a 2007–2008-as szezon után visszavonul, ám a vezetőségnek sikerült rábírnia, hogy vállaljon még egy évet. Így, mikor befejezte pályafutását, 40 éves volt. Maldini 2009. május 24-én, egy Roma elleni Serie-A bajnokin köszönt el a hazai közönségtől a San Siro stadionban, könnyes búcsút vett a szurkolóktól, 25 év után nehéz pillanatokat élt át a Milan legendája.
Az utolsó mérkőzése 2009. május 31-én, a Fiorentina elleni mérkőzés volt. A Milan 0-2-s sikert aratott Firenzében, így remekül búcsúzott a csapattól, a legenda, Paolo Maldini, 25 év után. Sportszerűen, az egész stadion felállva tapsolta a játékost.

## A válogatottban
Maldini az olasz válogatottsági csúcstartó a maga 126 fellépésével, amelyeken 7 gólt szerzett (mindegyiket hazai meccseken). Azon 3 Milan-játékos egyike, akik hazájuk válogatottjában válogatottsági csúcstartók (a másik kettő Cafu és Dario Šimić). A válogatottal Maldini közel sem volt olyan sikeres, mint a Milannal, ugyanis az azzurrikkal sosem sikerült semelyik nagy trófeát megnyernie. Miután Maldini csapatával 3. lett rendezőként az 1990-es labdarúgó-világbajnokságon, 1994-ben játszotta első és egyetlen világbajnoki döntőjét, ahol tizenegyesekkel kikaptak Brazíliától. Maldini játszott továbbá az 1998-as és a 2002-es, kevésbé sikeres világbajnokságokon is, ám itt először a negyeddöntőben, majd már a legjobb 16 között búcsúzott a válogatott. Maldini továbbá játszott az 1988-as, az 1996-os és a 2000-es Európa-bajnokságon is. Itt legjobb eredménye szintén a döntő volt a 2000-es Eb-n, ahol a franciáktól szenvedtek vereséget. Maldini a 2002-es vb utáni kiesés után döntötte el, hogy visszavonul a válogatott szerepléstől. Hiába hívta Trapattoni a 2004-es Eb-re, valamint Marcello Lippi a 2006-os vb-re, amelyet meg is nyertek az olaszok, Maldini mindkét meghívást visszautasította.

## Sikerei, díjai

### Játékosként
AC Milan
- Olasz bajnokság: (7) 1987–88, 1991–92, 1992–93, 1993–94, 1995–96, 1998–99, 2003–04
- Olasz labdarúgókupa: (1) 2003
- Olasz labdarúgó-szuperkupa: (5) 1988, 1992, 1993, 1994, 2004
- Bajnokok Ligája: (5) 1989, 1990, 1994, 2003, 2007
- UEFA-szuperkupa: (5) 1989, 1990, 1994, 2004, 2007
- Interkontinentális Kupa: (2) 1989, 1990

### Nemzetközi sikerek
- Világbajnokság:
  - Döntős: 1994, USA
  - Bronzérmes 1990, Olaszország

### Személyes elismerések
- FIFA 100
- A World Soccer magazin szavazásán az Év Játékosa 1994-ben
- Az év védője Serie A-ban 2004-ben
- Az év labdarúgója-szavazás 2. helyezettje 1995-ben
- Az Aranylabda-szavazás 3. helyezettje: 1994, 2003
- Az UEFA elnökének díja (2003)

## Statisztikái
| Csapat           | Szezon           | Serie A         | Serie A | Olasz Kupa      | Olasz Kupa | Európai         | Európai | Egyéb versenyek | Egyéb versenyek | Összesen        | Összesen |
| Csapat           | Szezon           | Pályára lépések | Gólok   | Pályára lépések | Gólok      | Pályára lépések | Gólok   | Pályára lépések | Gólok           | Pályára lépések | Gólok    |
| ---------------- | ---------------- | --------------- | ------- | --------------- | ---------- | --------------- | ------- | --------------- | --------------- | --------------- | -------- |
| Milan            | 1984–85          | 1               | 0       | —               | —          | —               | —       | —               | —               | 1               | 0        |
| Milan            | 1985–86          | 27              | 0       | 6               | 0          | 6               | 0       | 1               | 0               | 40              | 0        |
| Milan            | 1986–87          | 29              | 1       | 7               | 0          | —               | —       | 1               | 0               | 37              | 1        |
| Milan            | 1987–88          | 26              | 2       | 1               | 0          | 2               | 0       | —               | —               | 29              | 2        |
| Milan            | 1988–89          | 26              | 0       | 7               | 0          | 7               | 0       | —               | —               | 40              | 0        |
| Milan            | 1989–90          | 30              | 1       | 6               | 0          | 8               | 0       | 3               | 0               | 47              | 1        |
| Milan            | 1990–91          | 26              | 4       | 3               | 0          | 4               | 0       | 2               | 0               | 35              | 4        |
| Milan            | 1991–92          | 31              | 3       | 7               | 1          | —               | —       | —               | —               | 38              | 4        |
| Milan            | 1992–93          | 31              | 2       | 8               | 0          | 10              | 1       | 1               | 0               | 50              | 3        |
| Milan            | 1993–94          | 30              | 1       | 2               | 0          | 10              | 1       | 4               | 0               | 46              | 2        |
| Milan            | 1994–95          | 29              | 2       | 1               | 0          | 11              | 0       | 2               | 0               | 43              | 2        |
| Milan            | 1995–96          | 30              | 3       | 3               | 0          | 8               | 0       | —               | —               | 41              | 3        |
| Milan            | 1996–97          | 26              | 1       | 3               | 0          | 6               | 0       | 1               | 0               | 36              | 1        |
| Milan            | 1997–98          | 30              | 0       | 7               | 0          | —               | —       | —               | —               | 37              | 0        |
| Milan            | 1998–99          | 31              | 1       | 2               | 0          | —               | —       | —               | —               | 33              | 1        |
| Milan            | 1999–00          | 27              | 1       | 4               | 0          | 6               | 0       | 1               | 0               | 38              | 1        |
| Milan            | 2000–01          | 31              | 1       | 4               | 0          | 14              | 0       | —               | —               | 49              | 1        |
| Milan            | 2001–02          | 15              | 0       | —               | —          | 4               | 0       | —               | —               | 19              | 0        |
| Milan            | 2002–03          | 29              | 2       | 1               | 0          | 19              | 0       | —               | —               | 49              | 2        |
| Milan            | 2003–04          | 30              | 0       | —               | —          | 9               | 0       | 3               | 0               | 42              | 0        |
| Milan            | 2004–05          | 33              | 0       | —               | —          | 13              | 1       | 1               | 0               | 47              | 1        |
| Milan            | 2005–06          | 14              | 2       | —               | —          | 9               | 0       | —               | —               | 23              | 2        |
| Milan            | 2006–07          | 18              | 1       | —               | —          | 9               | 0       | —               | —               | 27              | 1        |
| Milan            | 2007–08          | 17              | 1       | —               | —          | 4               | 0       | 2               | 0               | 23              | 1        |
| Milan            | 2008–09          | 30              | 0       | —               | —          | 2               | 0       | —               | —               | 32              | 0        |
| Karrier összesen | Karrier összesen | 647             | 29      | 72              | 1          | 161             | 3       | 22              | 0               | 902             | 33       |

### A válogatottban
| Olaszország | Olaszország     | Olaszország |
| Évek        | Pályára lépések | Gólok       |
| ----------- | --------------- | ----------- |
| 1988        | 10              | 0           |
| 1989        | 7               | 0           |
| 1990        | 11              | 0           |
| 1991        | 8               | 0           |
| 1992        | 7               | 0           |
| 1993        | 5               | 2           |
| 1994        | 12              | 0           |
| 1995        | 7               | 1           |
| 1996        | 7               | 0           |
| 1997        | 11              | 2           |
| 1998        | 11              | 1           |
| 1999        | 7               | 1           |
| 2000        | 11              | 0           |
| 2001        | 7               | 0           |
| 2002        | 5               | 0           |
| összesen    | 126             | 7           |

#### Góljai a válogatottban
| #  | Dátum             | Helyszín             | Ellenfél      | Gól | Eredmény | Verseny                                        |
| -- | ----------------- | -------------------- | ------------- | --- | -------- | ---------------------------------------------- |
| 1. | 1993. január 30.  | Firenze, Olaszország | Mexikó        | 2–0 | 2–0      | Barátságos mérkőzés                            |
| 2. | 1993. március 24. | Palermo, Olaszország | Málta         | 6–1 | 6–1      | 1994-es labdarúgó-világbajnokság-selejtező     |
| 3. | 1995. november 11 | Bari, Olaszország    | Ukrajna       | 3–1 | 3–1      | 1996-os labdarúgó-Európa-bajnokság (selejtező) |
| 4. | 1997. március 29. | Trieszt, Olaszország | Moldova       | 1–0 | 3–0      | 1998-as labdarúgó-világbajnokság-selejtező     |
| 5. | 1997. április 30. | Nápoly, Olaszország  | Lengyelország | 2–0 | 3–0      | 1998-as labdarúgó-világbajnokság-selejtező     |
| 6. | 1998. április 22. | Parma, Olaszország   | Paraguay      | 1–0 | 3–1      | Barátságos mérkőzés                            |
| 7. | 1999. június 5.   | Bologna, Olaszország | Wales         | 3–0 | 4–0      | 2000-es labdarúgó-Európa-bajnokság (selejtező) |